# Regno Unito di Libia
Il Regno Unito di Libia fu uno Stato africano a regime monarchico esistito dal 1951 al 1969, decaduto in seguito ad un golpe da parte del colonnello Muʿammar Gheddafi.

## Storia
Prima della Seconda guerra mondiale la Libia era stata una delle colonie dell'Impero Italiano, sino a quando le truppe italiane non vi furono scacciate dagli Alleati nel 1943.
Dal 1943 la Libia cadde sotto il controllo della Francia e del Regno Unito, che la ebbero in gestione fiduciaria dalle Nazioni Unite nel 1947. Nel 1949 la Repubblica Italiana perse definitivamente la colonia. Il Regno Unito mantenne il controllo su Tripolitania e Cirenaica, mentre la Francia sulla regione del Fezzan. Il 21 novembre 1949 l'Assemblea generale dell'ONU approvò una mozione la quale stabiliva che la Libia sarebbe diventata indipendente a partire dal 1º gennaio 1952.
Idris Senussi, Califfo di Cirenaica e Tripolitania e capo dei musulmani Senussi, rappresentò la Libia ai negoziati delle Nazioni Unite, e il 24 dicembre 1951, proclamando l'indipendenza del paese, a regime monarchico. A Idris venne offerta la corona dai rappresentanti delle tre regioni (Cirenaica, Tripolitania e Fezzan) e salì al trono con il nome di Idris I di Libia.
In conformità con la Costituzione, il nuovo Stato aveva un governo federale denominato Regno Unito della Cirenaica, Tripolitania e Fezzan, con i tre Stati autonomi. Il regno aveva anche due città-capitale, Tripoli e Bengasi. Due anni dopo l'indipendenza, il 28 marzo 1953, la Libia aderì alla Lega Araba. 
Dopo l'indipendenza la Libia ha dovuto affrontare una serie di problemi. Nel paese non c'erano scuole e le persone laureate ammontavano ad appena sedici. Fu inoltre stimato che solo 250.000 libici erano in grado di leggere e scrivere, e che il 10% della popolazione soffriva di cecità, con malattie come il tracoma molto diffuse. Alla luce di questi problemi la Gran Bretagna fornì un numero di dipendenti pubblici per il governo. 
Nel mese di aprile del 1955 il paese iniziò l'esplorazione del territorio alla ricerca dell'oro nero, mai trovato prima dagli italiani nel paese, e scoprendo per la prima volta i giacimenti petroliferi nel 1959. Le prime esportazioni cominciarono nel 1963 contribuendo a trasformare l'economia libica. 
Il 25 aprile dello stesso anno il sistema di governo federale fu abolito e in linea con questo il nome del paese fu modificato in Regno di Libia a riflettere le modifiche costituzionali.
Come è avvenuto con le altre nazioni africane dopo l'indipendenza, i coloni italiani in Libia ricoprivano molti dei migliori posti di lavoro e possedevano le migliori proprietà di terreni agricoli e le maggiori imprese di successo. 
La monarchia decadde il 1º settembre 1969, quando un gruppo di ufficiali militari guidati da Muammar al-Gaddafi attuarono un colpo di Stato contro re Idris, mentre egli era in Turchia per delle cure mediche. I rivoluzionari arrestarono il capo di stato maggiore dell'esercito e il capo della sicurezza del regno. Dopo aver saputo del golpe, re Idris lo respinse, definendolo "irrilevante", mentre il principe ereditario Hasan al-Senussi annunciò il suo sostegno al nuovo regime. Dopo il rovesciamento della monarchia, il paese fu ribattezzato Repubblica araba di Libia.

## Governo
Il Regno Unito di Libia era una monarchia ereditaria costituzionale con il potere legislativo esercitato dal Re, unitamente con il Parlamento. 

## Sovrano
Il Re era definito dalla Costituzione come il supremo capo di Stato. Prima di assumere i poteri costituzionali, il Re doveva prestare giuramento davanti ad una sessione congiunta del Senato e della Camera dei deputati. Tutte le leggi approvate dal parlamento dovevano essere approvate e promulgate dal Re. Il Re aveva anche la responsabilità di aprire e chiudere le sessioni del Parlamento e sua era anche la responsabilità di sciogliere la Camera dei Deputati, in linea con la Costituzione. Il Re era anche Capo Supremo delle Forze Armate del Regno.

## Parlamento
Il Parlamento del Regno era composto da due camere, il Senato e la Camera dei Deputati. Entrambe le camere si aprivano e scioglievano insieme. 
Il Senato era composto da ventiquattro membri nominati dal Re. Un seggio in Senato era limitato ad un suddito libico di almeno quarant'anni. Il Re nominava il Presidente del Senato, con le elezioni del Senato due vice presidenti, che il Re avrebbe quindi dovuto approvare e nominare. Il Presidente e il Vice Presidente rimanevano in carica a tempo determinato per un periodo di due anni. Al termine del mandato, il Re era libero di nominare nuovamente il presidente o sostituirlo con qualcun altro, mentre il vicepresidente doveva venire rieletto. La durata del mandato per un senatore era di otto anni. Un senatore non poteva rimanere in carica per mandati consecutivi, ma sarebbe potuto essere riconfermato in futuro. La metà di tutti i senatori dovevano essere sostituiti ogni quattro anni. 
I membri della Camera dei Deputati erano eletti a suffragio universale attraverso la modifica costituzionale del 25 aprile 1963, in quanto prima di questa data le donne non avevano diritto al voto. Il numero dei deputati nella camera era determinato sulla base di un rappresentante per una ventina di migliaia di persone. Si tenevano le elezioni ogni quattro anni a meno che il parlamento non fosse stato sciolto in precedenza. I deputati erano responsabili di eleggere un portavoce per la rappresentanza alla camera.

## Consiglio dei ministri
Il Re era responsabile della nomina e la rimozione dall'incarico del Primo Ministro. Il Re era tenuto anche a nominare i ministri sulla base del parere del Primo Ministro. Il Consiglio dei ministri era responsabile per la direzione della rete interna ed esterna degli affari del paese, e il Consiglio era inoltre responsabile nei confronti della Camera dei Deputati. Una volta che un primo ministro veniva rimosso dalla carica automaticamente causava licenziamento di tutti gli altri ministri.

## Suddivisione amministrativa

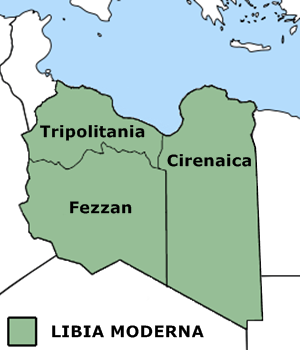
Le tre province della Libia prima della modifica del 1963

### Le tre province (1951-1963)
Dopo l'indipendenza dall'Italia, il regno era stato organizzato in tre province Cirenaica, Tripolitania e Fezzan, che sono le tre regioni storiche della Libia. L'autonomia nelle province era esercitata attraverso i governi provinciali e legislature.
| Provincia    | Capitale | Area km² |
| ------------ | -------- | -------- |
| Cirenaica    | Bengasi  | 775.000  |
| Fezzan       | Sebha    | 725.000  |
| Tripolitania | Tripoli  | 250.000  |

### La riorganizzazione (1963-1969)
A seguito di una modifica della Costituzione venne abolita la composizione federale del paese nel 1963, e le tre province furono riorganizzate in dieci governatorati noti come Muhafazah, che erano amministrati da un governatore di nomina regia.
I 10 Muhafazah erano: 
- Al Khums, già parte della Tripolitania
- Awbari, già parte del Fezzan
- Beida, già parte della Cirenaica
- Benghazi, già parte della Cirenaica
- Darnah, già parte della Cirenaica
- Garian, già parte del Fezzan e della Tripolitania
- Misratah, già parte della Tripolitania
- Sabhah, già parte del Fezzan
- Tarabulus, già parte della Tripolitania
- Zawiya, già parte della Tripolitania